# Linghai (ort i Kina)
Linghai är en ort i Kina. Den ligger i provinsen Liaoning, i den nordöstra delen av landet, omkring 180 kilometer sydväst om provinshuvudstaden Shenyang.
Runt Linghai är det ganska tätbefolkat, med 192 invånare per kvadratkilometer. Närmaste större samhälle är Jinzhou, 19,9 km väster om Linghai. Trakten runt Linghai består till största delen av jordbruksmark.
Genomsnittlig årsnederbörd är 728 millimeter. Den regnigaste månaden är juli, med i genomsnitt 183 mm nederbörd, och den torraste är januari, med 6 mm nederbörd.